# Антоніу Бенедіту да Сілва
Антоніу Бенедіту да Сільва (порт. Antônio Benedito da Silva, нар. 23 березня 1965, Кампінас) — бразильський футболіст, що грав на позиції нападника.
Виступав за ряд бразильських та японських клубів, а також провів одну гру за національну збірну Бразилії.

## Клубна кар'єра
Народився 23 березня 1965 року в місті Кампінас. Вихованець футбольної школи клубу «Гуарані» (Кампінас).
У дорослому футболі дебютував 1983 року виступами за команду «XV листопада», в якій провів один сезон.
Своєю грою за цю команду привернув увагу представників тренерського штабу клубу «Португеза Деспортос», до складу якого приєднався на початку 1985 року. Дебютував за новий клуб 30 січня 1985 року в матчі з «Флуміненсе» (0:2). Всього відіграв за команду з Сан-Паулу наступні п'ять сезонів своєї ігрової кар'єри.
Згодом з 1990 по 1991 рік грав у складі «Гуарані», після чого став гравцем «Фламенго», дебютувавши за клуб 8 травня 1991 року в матчі Кубка Лібертадорес проти «Боки Хуніорс» (0:3). Всього за клуб футболіст провів 13 матчів і забив 1 гол. У тому ж році бразилець поїхав до Японії у клуб «Йоміурі» і в перший же рік став чемпіоном і найкращим бомбардиром чемпіонату.
1993 року уклав контракт з клубом «Сімідзу С-Палс», у складі якого провів наступні чотири сезони з урахуванням оренди в клуб «Урава Ред Даймондс» у 1995 році. Більшість часу, проведеного у складі «Сімідзу С-Палс», був основним гравцем атакувальної ланки команди і одним з головних бомбардирів команди, маючи середню результативність на рівні 0,48 голу за гру першості.
Протягом 1996 року захищав кольори «Васко да Гами».
Завершив професійну ігрову кар'єру у клубі «Лондрина», за який виступав протягом 1997—1998 років.

## Виступи за збірну
15 березня 1989 року провів свій перший і єдиний матч у складі національної збірної Бразилії в товариській грі з Еквадором (1:0)

## Статистика

### Клубна
| Чемпіонат | Чемпіонат            | Чемпіонат | Ліга | Ліга | Кубок            | Кубок            | Кубок ліги      | Кубок ліги      | Всього | Всього |
| Сезон     | Клуб                 | Ліга      | Ігри | Голи | Ігри             | Голи             | Ігри            | Голи            | Ігри   | Голи   |
| Японія    | Японія               | Японія    | Ліга | Ліга | Кубок Імператора | Кубок Імператора | Кубок Джей-ліги | Кубок Джей-ліги | Всього | Всього |
| --------- | -------------------- | --------- | ---- | ---- | ---------------- | ---------------- | --------------- | --------------- | ------ | ------ |
| 1991/92   | «Йоміурі»            | ЯФЛ       | 22   | 18   |                  |                  | 5               | 10              | 27     | 28     |
| 1992      | «Сімідзу С-Палс»     | Джей-ліга | -    | -    | 2                | 1                | 11              | 3               | 13     | 4      |
| 1993      | «Сімідзу С-Палс»     | Джей-ліга | 6    | 3    | 0                | 0                | 0               | 0               | 6      | 3      |
| 1994      | «Сімідзу С-Палс»     | Джей-ліга | 44   | 22   | 1                | 0                | 0               | 0               | 45     | 22     |
| 1995      | «Сімідзу С-Палс»     | Джей-ліга | 25   | 11   | 0                | 0                | -               | -               | 25     | 11     |
| 1995      | «Урава Ред Даймондс» | Джей-ліга | 26   | 6    | 2                | 0                | -               | -               | 28     | 6      |
| 1996      | «Сімідзу С-Палс»     | Джей-ліга | 4    | 1    | 0                | 0                | 3               | 0               | 7      | 1      |
| Країна    | Японія               | Японія    | 127  | 61   | 5                | 1                | 19              | 13              | 151    | 75     |
| Всього    | Всього               | Всього    | 127  | 61   | 5                | 1                | 19              | 13              | 151    | 75     |

### Збірна
| Матчі Тоніньйо за збірну Бразилії | Матчі Тоніньйо за збірну Бразилії | Матчі Тоніньйо за збірну Бразилії | Матчі Тоніньйо за збірну Бразилії | Матчі Тоніньйо за збірну Бразилії | Матчі Тоніньйо за збірну Бразилії | Матчі Тоніньйо за збірну Бразилії |
| --------------------------------- | --------------------------------- | --------------------------------- | --------------------------------- | --------------------------------- | --------------------------------- | --------------------------------- |
| №                                 | Дата                              | Місце проведення                  | Опонент                           | Рахунок                           | Голи                              | Турнір                            |
| 1                                 | 15 березня 1989                   | Куяба                             | Еквадор                           | 1:0                               | —                                 | Товариський матч                  |

## Титули і досягнення
- Чемпіон Японії: 1991/92
- Найкращий бомбардир чемпіонату Японії: 1991/92 (18 голів)

## Особисте життя
Тоніньйо — старший брат іншого футболіста, Сонні Андерсона.